# Yi ngoi
Yi ngoi (意外), comercialitzada internacionalment com Accident, i originalment titulada Assassins ({暗殺), és un thriller d’acció de Hong Kong del 2009 dirigit per Soi Cheang, produït per Johnnie To i protagonitzat per Louis Koo i Richie Jen. Accident va competir a la 66a Mostra Internacional de Cinema de Venècia, i es va estrenar a les sales de Hong Kong el 17 de setembre de 2009.
La pel·lícula va ser llançada en DVD i Blu-ray Disc a la Regió 1 per Shout! Factory el 2012.

## Argument
A l'escena inicial, un home que resulta ser un ancià de la Tríada mor en el que sembla ser un accident. Tanmateix, es revela que l'home va ser realment assassinat, amb el suposat accident orquestrat per un grup d'assassins liderats pel Cervell (Louis Koo). El grup s'especialitza a matar les seves víctimes mitjançant esquemes elaborats que emmascaren els assassinats com si fossin accidents. L'oncle (Stanley Fung), un dels membres de l'equip, deixa accidentalment una burilla a l'escena del crim, i el cervell la troba. Després d'una discussió, l'oncle es compromet a deixar de fumar després.
Aleshores, l'equip aconsegueix una feina d'un fill que vol matar el seu propi pare, probablement pels diners de l'assegurança. Planegen un accident per matar el seu objectiu mitjançant l'electrocució, però el pla requereix que estigui plovent en un moment concret. L'equip intenta executar el seu pla moltes vegades, però fracassa perquè la pluja cau més tard del necessari. Durant una carrera, l'oncle fuma una cigarreta i comença a mostrar signes de la malaltia d'Alzheimer, oblidant que va fer el vot de deixar de fumar. Tanmateix, la pluja cau a temps i l'equip decideix seguir endavant amb el seu pla. L'oncle s'oblida de fer el seu paper en l'assassinat, però l'assassinat s'executa amb èxit.
Inesperadament, després de l'assassinat, un autobús perd el control i gairebé atropella el Cervell. El cervell aconsegueix sortir del camí de l'autobús, però l'autobús atropella en Fatty (Lam Suet), un altre membre de l'equip, matant-lo. El cervell agafa les pertinences d'en Fatty, i en Fatty li pregunta si realment va ser un accident abans de morir. Aleshores, el Cervell torna a casa i troba agents de policia que investiguen el seu pis, que és precintat.
El cervell es torna paranoic i està convençut que tot va ser un muntatge. L'endemà segueix el fill a una companyia d'assegurances. Veu el fill discutint amb un agent d'assegurances (Richie Jen) pel que sembla ser diners, el que fa sospitar que l'agent d'assegurances estava darrere de l'accident d'autobús. El Cervell lloga un pis al pis just a sota del pis de l'agent d'assegurances i comença a fer una vigilància secreta sobre l'agent.
Un dia, el cervell segueix el client per trobar la dona (Michelle Ye) que cobra el pagament de la feina en un aparcament. Tanmateix, només Fatty i el Cervell haurien d'haver sabut sobre la recollida. La Dona explica al Cervell que Fatty li havia parlat del client, però el Cervell, sospitant de la seva traïció, la mata i s'emporta els diners. Després de marxar, mentre camina per la vorera, el client (el fill) cau del terrat del mateix edifici i és mort. El cervell desenvolupa més sospita de l'agent d'assegurances, que pot veure parlant per telèfon i després sentir-lo parlant del client per telèfon al seu pis.
Més tard, el Cervell rep una trucada de l'oncle per demanar ajuda. No obstant això, el cervell arriba massa tard i troba l'oncle greument ferit, aparentment ha caigut dos pisos d'un edifici prop de l'escena del crim a l'escena inicial. El Cervell decideix venjar-se de l'agent d'assegurances i idea un pla per matar l'agent reflectint els raigs del sol per encegar un cotxe per atropellar l'agent en el que semblaria ser un accident.
No obstant això, enmig de l'execució del pla, hi ha un eclipsi solar, bloquejant la llum solar. En aquest moment, el Cervell rep una trucada de l'oncle a l'hospital, que li diu que la mort de Fatty realment va ser un accident. L'oncle havia deixat caure accidentalment una bossa de pilotes de joguina aquella nit, fet que va provocar la pèrdua de control de l'autobús.
Adonant-se que s'ha equivocat i que l'agent és innocent, el cervell corre i intenta tapar el parabrisa de la llum reflectida. L'agent veu i reconeix el cervell mentre corre, però el cervell arriba massa tard i un conductor encegat atropella la dona de l'agent, matant-la.
En una data posterior, mentre el Cervell abandona el pis llogat, l'agent d'assegurances l'enfronta i l'apunyala a l'escala, que pregunta al Cervell per què els ha hagut de fer mal. El cervell mira al cel i pensa en la seva pròpia dona abans de morir.

## Repartiment
- Louis Koo com Ho Kwok-fai, el cervell
- Richie Jen com a Chan Fong-chow
- Michelle Ye com la dona
- Lam Suet com a Fatty
- Stanley Fung com a oncle
- Monica Mok com a dona del Cervell

## Premis i nominacions
| Premis i nominacions               | Premis i nominacions     | Premis i nominacions                                 | Premis i nominacions |
| Ceremonia                          | Categoria                | Receptor                                             | Resultat             |
| ---------------------------------- | ------------------------ | ---------------------------------------------------- | -------------------- |
| 29ns Premis de Cinema de Hong Kong | Millor guió              | Szeto Kam-Yuen, Nicholl Tang, Milkyway Creative Team | Nominat              |
| 29ns Premis de Cinema de Hong Kong | Millor actor secundari   | Stanley Fung                                         | Nominat              |
| 29ns Premis de Cinema de Hong Kong | Millor actriu secundària | Michelle Ye                                          | Guanyador            |
| 29ns Premis de Cinema de Hong Kong | Millor muntatge          | David M. Richardson                                  | Nominat              |

## Recepció
La pel·lícula es va obrir a crítiques tèbies.
Perry Lam, de la revista Muse, escriu, "la pel·lícula compleix degudament les regles del gènere, però ofereix pocs plaers incidentals".